# Combretum schumannii
Combretum schumannii är en tvåhjärtbladig växtart som beskrevs av Adolf Engler. Combretum schumannii ingår i släktet Combretum och familjen Combretaceae. Inga underarter finns listade i Catalogue of Life.